# Marshalsea
Marshalsea fue una cárcel inglesa, situada en la zona de Southwark, al sur de Londres, y que estuvo funcionando hasta 1842. También es el nombre del tribunal de justicia al que estaba adscrita la prisión.

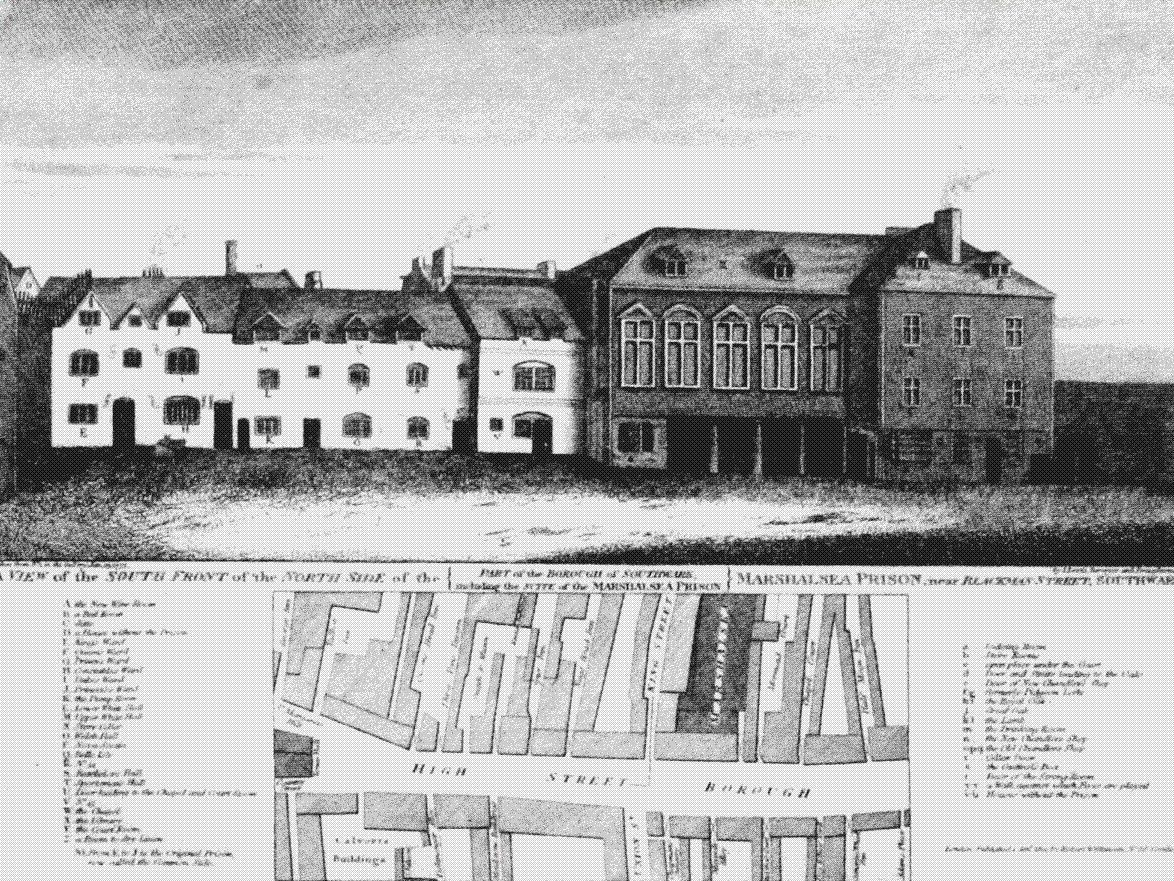
El primer en 1773. Esta imagen muestra la parte sur del lado norte de la prisión.

## Orígenes
Al parecer el nombre "Marshalsea" es una deformación de la palabra inglesa "Marshalcy", que deriva de la palabra "marshall", que se refiere a un antiguo oficial al servicio de la corona, encargado de custodiar los reos en espera de ser juzgados. 
Al principio se trataba de un cargo sin sede fija, puesto que al ser dependiente del rey, su lugar estaba donde se hallase el rey y a no más de 12 millas de su persona.
Fue en 1290 cuando las figuras del "Lord Steward" y del "caballero Marshal" se constituyeron en cuerpo judicial. El Marshal asumía la jurisdicción sobre miembros de la casa real que viviesen a no más de 12 millas de la persona del rey con lo que se convirtió en un tribunal ambulante.
Más adelante acabaría por tener un emplazamiento fijo siendo además la sede del tribunal del mismo nombre y la sede del "King's Bench", el tribunal de apelación.
Entre 1530 y 1698 el palacio de Whitehall fue la principal residencia de la realeza inglesa, lo cual explica la ubicación de Marshalsea en el sur de Londres, dentro de la distancia propuesta por la ley.

## Ubicación
Southwark había sido un antiguo asentamiento romano en el año 43 d. C. Servía como punto de entrada a Londres al sur por la calzada romana desde Canterbury, por lo que era un lugar muy conocido por viajeros y posaderos. Allí estaba la posada "Tabard Inn" de Geoffrey Chaucer. Era una zona frecuentada por delincuentes que se escondían de la justicia bajo el viejo puente medieval. También era una zona de pobreza, prostitutas y teatros, entre los que estaba el Globe de Shakespeare. Por ser entonces las afueras de la ciudad, era también zona de cárceles. En 1796 había cinco construidas en la zona de Southwark: el Clink, King's Bench Prison, el León Blanco, el Borough Compter y Marshalsea; una pequeña parte comparado con las 18 cárceles que había en Londres en aquella época.

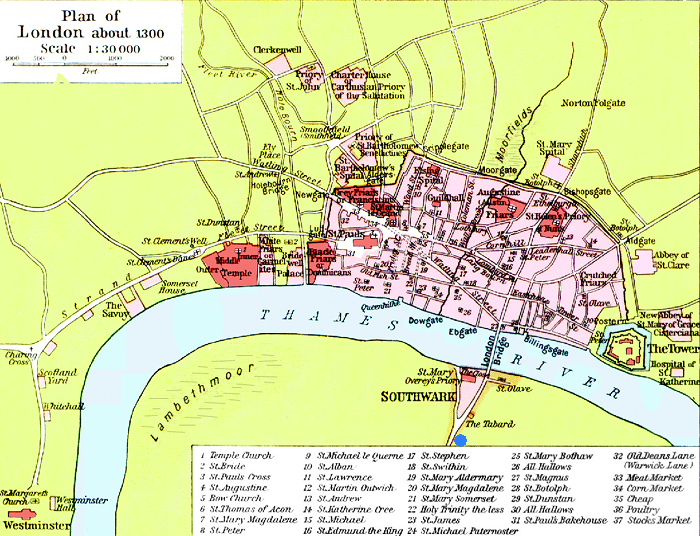
Londres en 1300; el punto azul señala el lugar del primer edificio Marshalsea.

## Historia de los edificios de Marshalsea
Hubo dos edificios Marshalsea en una misma calle la actual Borough High Street. El primero no se sabe con seguridad cuando fue construido aunque hay documentos de principios de s XIV en los que se cita esta prisión. En 1329, cuando Agnes, esposa de Walter de Westhale, se entregó a la justicia por haber cometido "entrada ilegal con uso de fuerza y armas" en casa de Richard le Chaucer y su esposa Mary, parientes del escritor Geoffrey Chaucer. Agnes alegó como motivo para su delito ayudar a su hija Joan a casarse con el hijo de ellos John, que tenía solo 12 años y no tenía edad para el consentimiento.
A finales del siglo XVI Robyn Adams escribía que el edificio se estaba viniendo abajo. Pero no fue hasta 1799 cuando el gobierno ordenó una nueva ubicación 130 yardas (119 m) hacia el sur en la misma calle, en el lugar donde ya había una cárcel, la "White Lion", también conocida como "Borough Gaol". Ese fue el nuevo emplazamiento de Marshalsea entre 1811 hasta su cierre en 1849.
Aunque el primer edificio duró unos 500 años y el segundo solo 38, fue este último el que fue más conocido, principalmente porque Charles Dickens lo nombró en su novela La pequeña Dorrit.

## La vida en Marshalsea
Había áreas separadas para dos tipos de reclusos: la zona noble con 50 habitaciones que se alquilaban y la zona modesta que consistía en nueve salas en las que se amontonaban unas 300 personas. El precio de alquiler en 1728 era de 10 chelines a la semana, por lo que la mayoría se veían obligados a compartir.

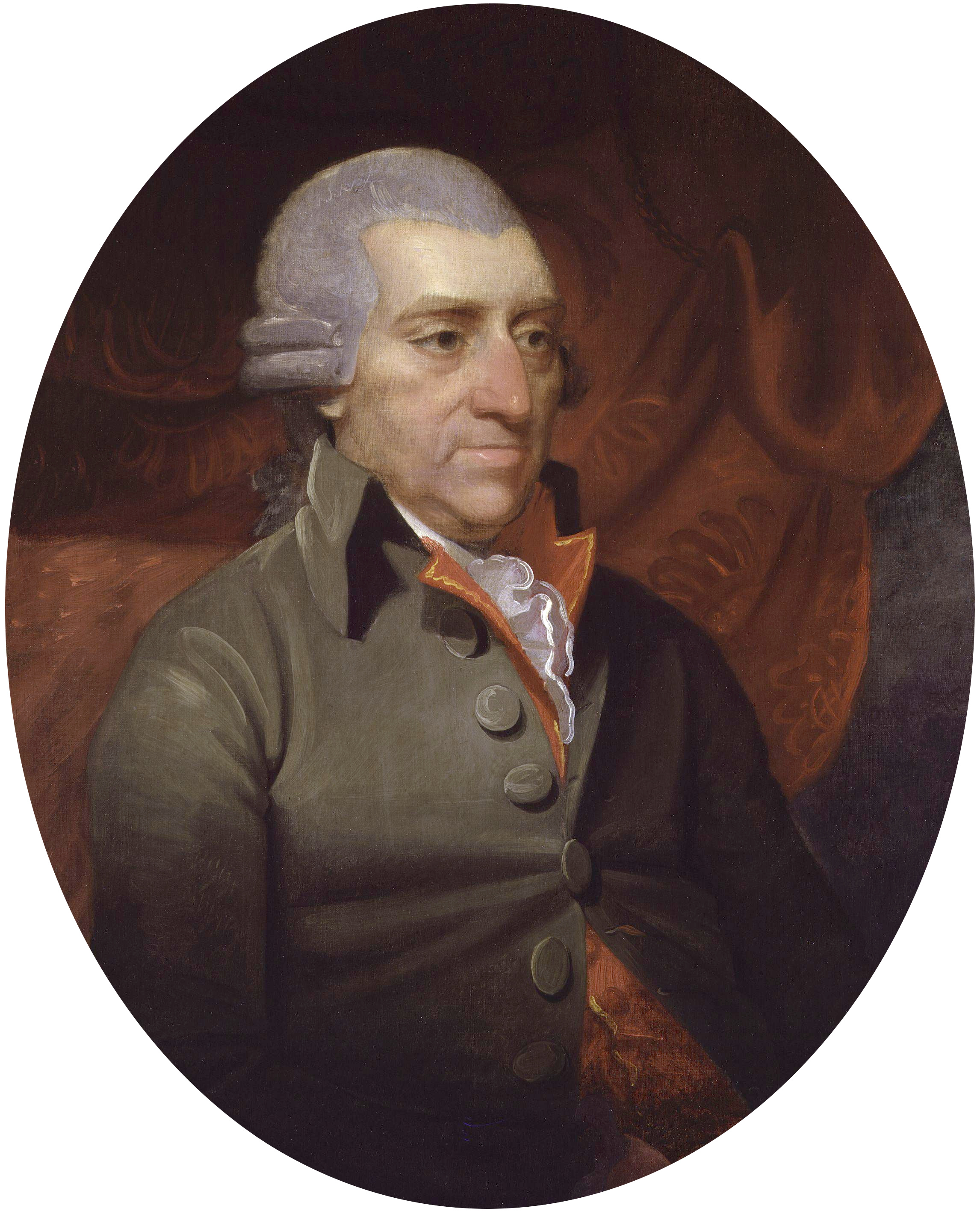
John Howard visitó Marshalsea el 16 de marzo de 1774.

Sus moradores le llamaban "el castillo". Había una torre a la entrada, como en los antiguos edificios de la universidad de Oxford con una sala a su lado conocida como "el pozo" que hacía de sala de espera hasta que al recién llegado se le asignaba una habitación. El patio estaba dividido en dos por un estrecho muro que separaba los miserables del lado modesto de la vista de los de la zona noble.
Se permitía a las esposas e hijos de los encarcelados que vivieran con ellos, siempre y cuando pagasen el alquiler. La zona para las esposas se conocía como "el roble".
Había un bar dirigido por la esposa del alcaide y una tienda de cirios que estuvo a cargo en 1728 por el señor y la señora Cary, ambos presos, donde además vendían jabón y algo de comida. En 1729 hubo una tienda de café regentada por Sarah Bradshaw una presa de larga estancia, y una tienda de fiambres llamada Titty Doll's dirigida por los presos Richard McDonnell y su esposa. Incluso llegó a haber un sastre y un barbero trabajando como tales. A los reos de la zona modesta se les permitía trabajar al servicio de los de la zona noble, a cambio de dinero.
John Howard, uno de los principales reformadores de prisiones, en su visita el marzo de 1774, contó que no había enfermería.
Se intimidaba a los novatos para que hiciesen donaciones de dinero a los más antiguos. También narró Howard que al reo que regentaba la cervecería de la prisión se le permitía vivir fuera en la cercanía de la cárcel. Incluso se permitía vender cerveza proveniente de fuera porque algunos se quejaban que la que se fabricaba en la cárcel no tenía buen sabor. Escribió que "Los altercados y las borracheras eran la única forma que los presos tenían de soportar su encarcelamiento".
En la zona de los pobres unas mujeres se revolucionaron en 1639 por obligarlas a compartir una misma habitación (23 mujeres) sin sitio para poder tumbarse.
Se golpeaba regularmente a los presos con el "bull's pizzle," un látigo hecho con pene de toro, o se les torturaba con el tornillo de mariposa y con un casco para la cabeza que pesaba 12 libras (5.4 kg). Los que morían allí, mientras esperaban ser enterrados eran presa de las ratas. y el hedor de esa habitación era insoportable

## Sus moradores
Esta cárcel debía acoger en principio a personas acusadas por los delitos de allanamiento, faltas de honor y deuda.
En la práctica, a menudo fue empleado para resolver disputas privadas entre personas que nada tenían que ver con la casa real y su jurisdicción se extendió más allá de las 12 millas originales.
Alojó una gran variedad de presos, incluyendo hombres acusados de crímenes en altamar que iban a ser juzgados por un tribunal marcial; otros acusados de crímenes contra natura y también a conocidos intelectuales acusados de sedición por motivos políticos.
Aunque por lo que llegó a ser mayormente conocida fue por alojar a morosos. La duración de la estancia de éstos dependía en gran manera del capricho de sus deudores.
Según William Hepworth Dixon en 1885 Marshalsea estaba llena de "poetas, piratas, clérigos, conspiradores; carteristas, difamadores, morosos, jesuitas; vagabundos de toda clase que fuesen capaces de vejar el espíritu de los hombres de poder..."

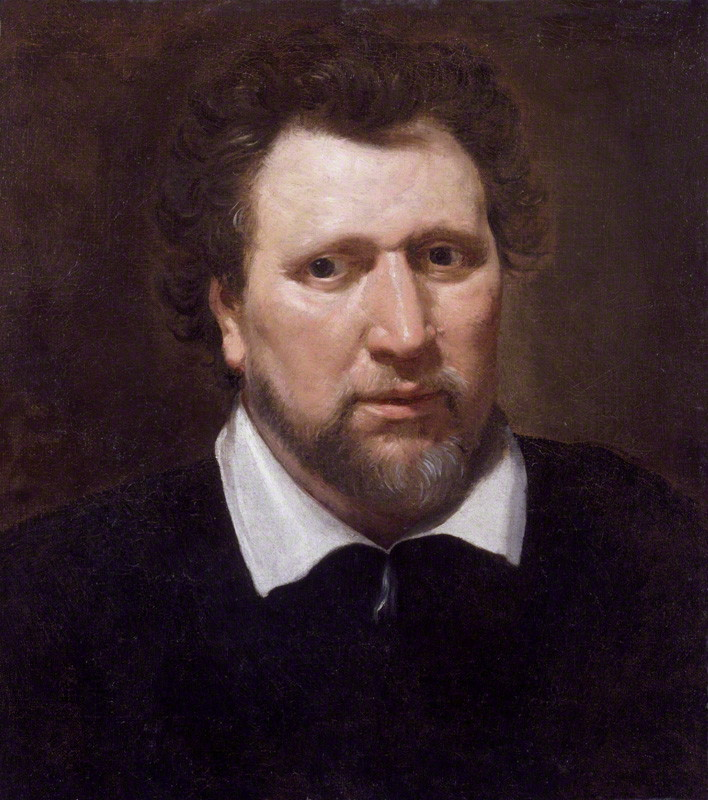
Ben Jonson estuvo en Marshalsea en 1597.

Fue la cárcel donde hubo más católicos encarcelados durante las persecuciones de la época isabelina. El obispo Bonner, el último de los obispos católicos de Londres estuvo preso en 1559, supuestamente para su propia seguridad hasta su muerte 10 años después.
Otras personas destacadas residentes en Marshalsea fueron:
- William Herle, un espía de William Cecil, ministro de Elizabeth I fue encarcelado en in 1570 y 1571, pero consiguió ser absuelto de haber participado en el complot para asesinar a la reina, el llamado Ridolfi plot. Herle aprovechó para crear una red de espionaje escondiendo cartas en los resquicios del muro para que otros las encontrasen y así intercambiar información.[9]

- El escritor Ben Jonson (1572–1637), autor de obras teatrales y amigo de Shakespeare estuvo encerrado en 1597 por escribir  La isla de los perros, obra considerada inapropiada, de la cual no quedan copias.[23]
- El poeta Christopher fue encarcelado en 1601 por ayudar a Ann More de 17 años a casarse con John Donne sin el consentimiento de su padre.[24]

- George Wither, escritor de sátiras políticas, escribió su poema "The Shepherd's Hunting" en 1614 estando en Marshalsea; estaba cumpliendo una condena de cuatro meses por libelo cometido en su obra Abuses Stript and Whipt, 20 sátiras que criticaban la vengatividad, ambición y lujuria, una de ellas dirigida al juez Lord Chancellor.[25]

- Nicholas Udall (1504–1556), vicario de Braintree y director de Eton College, fue enviado allí en 1541 por sodomía y sospechas de robo, aunque su nombramiento como jefe de estudios en 1555 de Westminster School sugiere que su estancia en prisión o duró mucho.[26]

- John Elliot (1592–1632),  Vicealmirante de Devon, fue trasladado a Marshalsea en 1632 procedente de la Torre de Londres por cuestionar el derecho real al impuesto de importación y exportación.[24]

- El jurista John Selden (1584–1654) estuvo en 1629 por su implicación en la redacción del documento "Petition of Right" que solicitaba la limitación de las acciones reales, lo cual se consideró delito de sedición aun habiendo sido aprobado por el Parlamento.

- El Coronel Thomas Culpeper (1637–1708) acabó en Marshalsea en 1685 o 1687 por golpear en la oreja al duque de Devonshire, William Cavendish (1640–1707).[27]

## Funcionamiento
Como todas las prisiones del siglo XIX en Inglaterra, funcionaba como una empresa privada con fines lucrativos. De forma parecida a un hotel, había servicio de bar, restaurante y tienda para los reclusos que se lo podían costear.
Los reclusos debían pagar por su manutención, cosa que empeoraba la situación de quienes estaban allí por impago de deudas, las cuales aumentaban con los años haciendo cada vez más difícil su liberación Según un informe presentado ante el parlamento en 1729, más de 300 reclusos habían perecido por inanición en un periodo de solo tres meses, y que entre ocho y diez presos morían cada 24 horas durante los días más calurosos del verano a causa del hacinamiento.

## Uso posterior

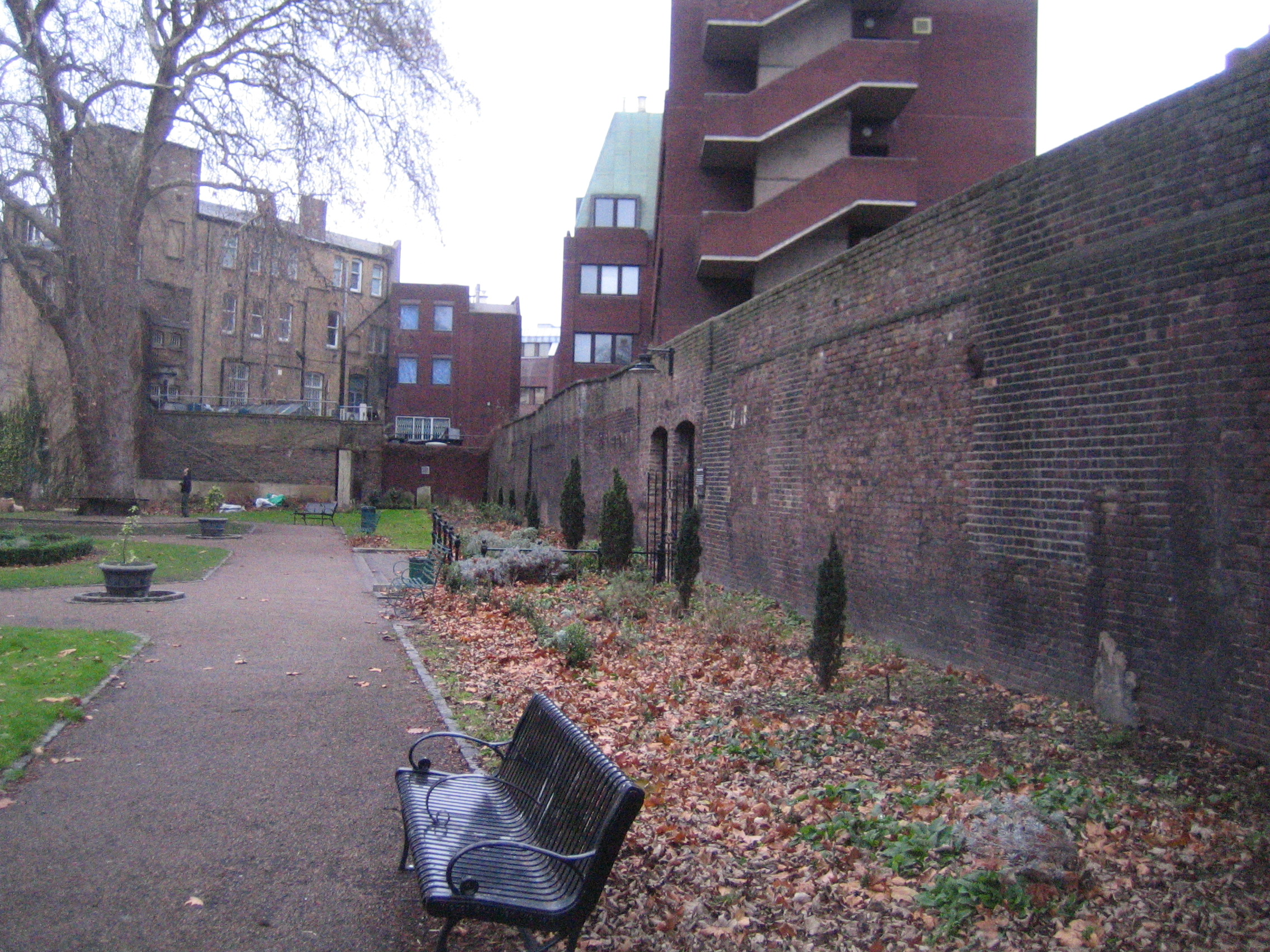